# Gemma Gary
Trwa dyskusja nad usunięciem tego biogramu, kliknij i weź w niej udział.
Gemma Gary jest brytyjską okultystką, artystką i pisarka, a także czarownica praktykująca tradycyjne czarostwo, które jest związane z cunning folk. Mieszka w południowo-zachodniej Anglii. Jej książki skupiają się przede wszystkim na czarach i magii ludowej i związanej z tym historii i folklorze.

## Praktyka i duchowość
Jako badaczka brytyjskiej magii ludowej Gary dąży do przywrócenia jej autentycznego charakteru, opartego na lokalnym „genius loci” i duchowości zakorzenionej w krajobrazie. Pracuje zarówno z magią operacyjną, jak i duchową. W swoich tekstach często przywołuje postać „Starożytnego” – folklorystycznego ducha typu psychopomposa, którego określa mianem „Demon”, lecz pozbawionego konotacji satanistycznych, lucyferiańskich czy chrześcijańskich. Dla niej „Demon” stanowi archetypowy aspekt ukrytej mądrości kosmicznej, obecny w tradycjach ludowych wielu kultur.
Gemma od początku swojej praktyki nie utożsamiała się z religią Wicca, preferując instynktowne podejście oparte na lokalnym folklorze, krajobrazie i duchowości regionu Kornwalii. Współpracowała z różnymi tradycyjnymi kowenami, a z czasem została przywódczynią grupy Ros an Bucca (Krąg Bucca), w której kultywowane są formy magii operacyjnej oraz duchowej.

### Kord Bucca
Działalność tej grupy dała początek powstaniu Kord Bucca – wspólnoty inicjowanych praktyków (Fellows), wywodzącej się z Ros an Bucca. Kord łączy w sobie wpływy „Old Craft”, tradycyjnych nurtów czarostwa, niektórych elementów Wicca oraz dziedzictwa cunning craft. Członkowie grupy działają na całym świecie, adaptując rytuały do własnych warunków środowiskowych i kulturowych. Tradycja odradza się zatem indywidualnie u każdego praktykującego.

### Synkretyzm religijny
W swojej praktyce Gemma łączy elementy klasycznego pogaństwa z wpływami chrześcijańskimi, traktując je jako wspólną sferę duchową. Wykorzystuje katolickie nazewnictwo i psalmy w swoich rytuałach, co świadczy o synkretyzmie religijnym w jej podejściu.

## Działalność wydawnicza
W 2008 roku, wraz z partnerką Jane Cox, Gary założyła wydawnictwo Troy Books, specjalizujące się w publikacjach z zakresu magii, folkloru i ezoteryki. Wydawnictwo to zyskało uznanie w społeczności magicznej, reprezentując zarówno początkujących, jak i uznanych autorów.

## Książki
Opublikowane prace Gemmy Gary obejmują:
- Traditional Witchcraft: A Cornish Book of Ways (2008) – pierwsza książka Gary, stanowi osobiste wprowadzenie do współczesnej praktyki czarostwa w Kornwalii. Autorka łączy w niej elementy kornwalijskiego dziedzictwa magicznego z nowoczesnymi tradycjami czarostwa[11][12]. Wydawnictwo:Troy Books

- The Black Toad: West Country Witchcraft and Magi (2012) – w tej publikacji autorka bada praktyki magiczne z południowo-zachodniej Anglii, zarówno historyczne, jak i współczesne, skupiając się na unikalnych aspektach czarostwa w tym regionie[13][14]. Wydawnictwo: Troy Books

- Wisht Waters – Aqueous Magica and the Cult of Holy Wells (2013) – publikacja poświęcona kulcie wody, wodnym stworzeniom i magii związanej ze świętymi źródłami, analizująca ich znaczenie w tradycjach ludowych[15]. Wydawnictwo: Three Hands Press

- The Charmers' Psalter (2013) – zbiór psalteriów używanych przez czarowników, zawierający teksty i rytuały związane z tradycyjnym czarostwem[16]. Wydawnictwo: Troy Books

- The Devil's Dozen: Thirteen Craft Rites of The Old One (2015) – książka prezentuje trzynaście rytuałów związanych z postacią "Starożytnego", oferując głęboki wgląd w tradycyjne praktyki magiczne[17][18]. Wydawnictwo: Troy Books

- Silent as the Trees: Devonshire Witchcraft, Folklore & Magic (2017) – autorka w tej pozycji zgłębia się w praktyki czarostwa, folklor i magię charakterystyczne dla Devonu, dostarczając czytelnikom unikalnych informacji na temat lokalnych tradycji[19]. Wydawnictwo: Troy Books

Gemma obecnie pracuje nad kilkoma innymi projektami książkowymi związanymi z magią operacyjną, tradycyjnym czarostwem, folklorem i starożytnymi świętymi miejscami.

## Wystąpienia i wywiady

### Wystąpienia
- Anderida Fest 2018: Gemma wygłosiła prelekcję na temat wykorzystania kości w magii i czarostwie podczas tego festiwalu, który odbył się 3 lutego 2018 roku w Southwick Community Centre w West Sussex.[22]

- The Northan Wittan: 16 marca 2019 roku miała wygłosić wykład na wydarzeniu w Guildhall Theatre w Derby, obok takich prelegentów jak Shani Oates, Stuart Inman, Simon Costin i Victoria Musson. Niestety, wydarzenie zostało odwołane[23]

Wywiady:
- The Wiccan Pagan Times: Wywiad przeprowadzony przez Michaela Fostera, w którym Gemma dzieli się swoimi doświadczeniami i przemyśleniami na temat czarostwa[24].
- Silhouette Magazine: Wywiad autorstwa Amy Chessman, w którym Gemma opowiada o swoim życiu jako kornwalijska czarownica[25].
- Wywiad dla "On the Blackchair" z Karaganem Griffithem na temat książki "Traditional Witchcraft: A Cornish Book of Ways": W rozmowie Gemma Gary omawia swoją pierwszą książkę, przedstawiając współczesne praktyki czarostwa w Kornwalii[26][27].
- Wywiad dla "On the Blackchair" z Karaganem Griffithem na temat książki "The Devil's Dozen": Autorka przedstawia trzynaście rytuałów związanych z postacią "Starożytnego", centralną w tradycyjnym czarostwie[28][29].
- Podcast "Down at the Crossroad" z Chrisem Orrapello: Gemma Gary uczestniczyła w rozmowie na temat swoich badań i praktyk związanych z magią ludową i czarostwem[30][31][32].

Dodatkowo Gemma prowadzi własny kanał na YouTube, gdzie publikuje materiały związane z tradycjami czarostwa w Kornwalii i West Country. Kanał ten stanowi cenne źródło wiedzy dla osób zainteresowanych tymi tematami.